# Mary Jackson (attrice)
Mary Jackson (Milford, 22 novembre 1910 – Los Angeles, 10 dicembre 2005) è stata un'attrice statunitense.

## Filmografia parziale

### Cinema
- Bersagli (Targets), regia di Peter Bogdanovich (1968)
- Airport, regia di George Seaton (1970)
- Our Time, regia di Peter Hyams (1974)
- Non rubare... se non è strettamente necessario (Fun with Dick and Jane), regia di Ted Kotcheff (1977)
- L'esorcista III (The Exorcist III), regia di William Peter Blatty (1990)
- Skinned Alive, regia di Jon Killough (1990)

### Televisione
- The Many Loves of Dobie Gillis – serie TV, 4 episodi (1962-1963)
- F.B.I. (The F.B.I.) – serie TV, 7 episodi (1965-1972)
- Barnaby Jones – serie TV, 3 episodi (1973-1977)
- Una famiglia americana (The Waltons) – serie TV, 67 episodi (1972-1981)
- Hardcastle & McCormick (Hardcastle and McCormick) – serie TV, 6 episodi (1983)
- Fra nonni e nipoti (Parenthood) – serie TV, 12 episodi (1990-1991)